# 2169 Taiwan
2169 Taiwan è un asteroide della fascia principale. Scoperto nel 1964, presenta un'orbita caratterizzata da un semiasse maggiore pari a 2,787417 UA e da un'eccentricità di 0,050992, inclinata di 1,527228° rispetto all'eclittica. Ha un diametro di 19,263 km, un periodo di rotazione di 7,252 ore e un'albedo di 0,042.
Fa parte della famiglia di asteroidi Astrid.
L'asteroide è stato intitolato all'isola di Taiwan.